# Liste des épisodes de Haiyore! Nyaruko-san
Cet article présente la liste des épisodes de l'anime Haiyore! Nyaruko-san.

## Liste des épisodes

### Haiyoru! Nyaruani(2009)
| No | Titre anglais            | Titre japonais | Titre japonais   | Date de 1re diffusion |
| No | Titre anglais            | Kanji          | Rōmaji           | Date de 1re diffusion |
| -- | ------------------------ | -------------- | ---------------- | --------------------- |
| 01 | Inspection               | けんてい       | Kentei           | 23 octobre 2009       |
| 02 | Loyalty                  | 忠誠心         | Chūseishin       |                       |
| 03 | Hug Pillow               | 抱きまくら     | Dakimakura       |                       |
| 04 | Gal Game                 | ギャルゲー     | Gyaru Gē         |                       |
| 05 | RPG                      |                |                  |                       |
| 06 | Continue?                | つづく?        | Tsuzuku?         |                       |
| 07 | Cooking                  | クッキング     | Kukkingu         |                       |
| 08 | An Untouchable Sanctuary | 触れ得ざる聖域 | Fureuzaru Seiiki |                       |
| 09 | First Love               | 初恋           | Hatsukoi         | 15 mars 2010          |

### Haiyoru! Nyaruani: Remember My Mr. Lovecraft(2010)
| No | Titre anglais | Titre japonais | Titre japonais | Date de 1re diffusion |
| No | Titre anglais | Kanji | Rōmaji | Date de 1re diffusion |
| -- | --- | --- | --- | --------------------- |
| 01 | Because I'm Not a Person | 人じゃありませんから | Hito ja Arimasen kara | 10 décembre 2010      |
| 02 | Endless Christmas | エンドレス クリスマス | Endoresu Kurisumasu | 17 décembre 2010      |
| 03 | To the Market | いざ 即売会へ | Iza Sokubaikai e | 24 décembre 2010      |
| 04 | Mahiro, My First Naked Apron! | 真尋、はじめての裸エプロン! | Mahiro, Hajimete no Hadaka Epuron! | 7 janvier 2011        |
| 05 | Nyaruko and Mahiro's Love-Love Hot Spring Trip | ニャル子と真尋のラブラブ湯けむり温泉旅行 | Nyaruko to Mahiro no Raburabu Yukemuri Onsen Ryokō | 14 janvier 2011       |
| 06 | Buried Alive | 生き埋め | Ikiume | 21 janvier 2011       |
| 07 | Mushroom Master | きのこマスター | Kinoko Masutā | 28 janvier 2011       |
| 08 | Content to Be Decided | 内容未定 | Naiyō Mitei | 4 février 2011        |
| 09 | How He Came to Love the Girl Despite Being a Normal High School Student Who Cannot Even Sense in the Slightest That the Universe Is at Risk of Destruction, and Suppresses a Vague Worry That Tomorrow the Sun May Not Rise from the Same Direction or at the Same Speed or Even Shine at the Same Luminance and Follow the Same Orbit | 銀河系を滅ぼし兼ねない危機が迫り来たとて、それを虫の知らせ程に感じとることも適わない一介の高校生である真尋にとって明日の太陽が必ずしもいつもと同じ方角から同じ速度で同じ軌跡を辿って昇り同じ輝度で輝くなんて保証は何処にもないのだという漠然とした不安を感じることさえ時は感情を押し流し少年は如何にして心配することをやめて少女を愛するようになったか | Gingakei o Horoboshi Kanenai Kiki ga Semarikita tote, Sore o Mushi no Shirase Hodo ni Kanji Toru Koto mo Kanawanai Ikkai Kōkōsei dearu Mahiro ni Totte Ashita no Taiyō ga Kanarazushimo Itsumo to Oanji Hōgaku kara Onaji Sokudo de Onaji Kiseki o Tadotte Nobori Onaji Kido de Kagayaku nante Hoshō wa Doko ni mo Nai no da to Iu Bakuzen to Shita Fuan o Kanjiru Koto Sae Toki wa Kanjō o Oshinagashi Shōnen wa Ika ni Shite Shinpai Suru Koto o Yamete Shōjo o Aisuru Yō ni Natta ka | 11 février 2011       |
| 10 | Content to Be Decided | 内容未定 | Naiyō Mitei | 18 février 2011       |
| 11 | Remember My Love | リメンバー・マイ・ラブ | Rimenbā mai Rabu | 25 février 2011       |
| 12 | | | | 15 mars 2011          |

### Nyarko-san: Another Crawling Chaos(2012)
| No  | Titre anglais                            | Titre japonais                 | Titre japonais                         | Date de 1re diffusion |
| No  | Titre anglais                            | Kanji                          | Rōmaji                                 | Date de 1re diffusion |
| --- | ---------------------------------------- | ------------------------------ | -------------------------------------- | --------------------- |
| 01  | Like a Close Encounter of the Third Kind | 第三種接近遭遇、的な           | Dai-san-shu Sekkin Sōgū, teki na       | 9 avril 2012          |
| 02  | Goodbye, Nyaruko                         | さようならニャル子さん         | Sayōnara Nyaruko-san                   | 16 avril 2012         |
| 03  | Mahiro Yasaka Wants To Live in Peace     | 八坂真尋は静かに暮らしたい     | Yasaka Mahiro wa Shizuka ni Kurashitai | 23 avril 2012         |
| 04  | Mothers Attack!!                         | マザーズ・アタック！           | Mazāzu Atakku!                         | 30 avril 2012         |
| 05  | Conspiracy of the Big X                  | 大いなるXの陰謀                | Ōinaru X no Inbō                       | 7 mai 2012            |
| 06  | The War in the Market                    | マーケットの中の戦争           | Māketto no Naka no Sensō               | 14 mai 2012           |
| 07  | Blue Coral Reef                          | 碧いSAN瑚礁                    | Aoi SANgoshō                           | 21 mai 2012           |
| 08  | Nyaruko's Exciting High School           | ニャル子のドキドキハイスクール | Nyaruko no Dokidoki Haisukūru          | 28 mai 2012           |
| 09  | I'm Him and He's Me!                     | 僕があいつであいつが僕で       | Boku ga Aitsu de Aitsu ga Boku de      | 4 juin 2012           |
| 10  | The Ruler of Super Time-Space            | 超時空の覇者                   | Chōjikū no Hasha                       | 11 juin 2012          |
| 11  | Lost Girl from the Stars                 | 星から訪れた迷い子             | Hoshi kara Otozureta Mayoigo           | 18 juin 2012          |
| 12  | He waits dreaming                        | 夢見るままに待ちいたり         | Yume Miru Mama ni Machiitari           | 25 juin 2012          |
| OVA | A Kind Way to Kill Enemies               | やさしい敵の仕留め方           | Yasashii Teki no Shitome-kata          | 23 novembre 2012      |

### Nyarko-san: Another Crawling Chaos W(2013)
| No  | Titre anglais                                       | Titre japonais                     | Titre japonais                               | Date de 1re diffusion |
| No  | Titre anglais                                       | Kanji                              | Rōmaji                                       | Date de 1re diffusion |
| --- | --------------------------------------------------- | ---------------------------------- | -------------------------------------------- | --------------------- |
| 1   | Attack on Evil Deity                                | 進撃の邪神                         | Shingeki no Jashin                           | 7 avril 2013          |
| 2   | Celaeno Library War                                 | セラエノ図書館戦争                 | Seraeno Toshokan Sensō                       | 14 avril 2013         |
| 3   | Super Deity Apocalyse                               | 超邪神黙示録                       | Chō Jashin Mokushiroku                       | 21 avril 2013         |
| 4   | Talent at Love                                      | 恋愛の才能                         | Ren'ai no Sainō                              | 28 avril 2013         |
| 5   | Say It Isn't So, Kuuko                              | 嘘だと言ってよクー子               | Uso dato Itteyo Kūko                         | 5 mai 2013            |
| 6   | I'll Try to Act it Out                              | エンジテミル                       | Enjite Miru                                  | 12 mai 2013           |
| 7   | Color the Pool Red with Blood                       | プールサイドを血に染めて           | Pūrusaido o Chi ni Somete                    | 26 mai 2013           |
| 8   | A Little Love Song                                  | 小さな恋のうた。                   | Chiisana Koi no Uta.                         | 2 juin 2013           |
| 9   | High School of the Heat                             | ハイスクール・オブ・ザ・ヒート     | Hai Sukūru Obu za Hīto                       | 9 juin 2013           |
| 10  | Yuggoth Attacks!                                    | ユゴス・アタック！                 | Yugosu Atakku!                               | 16 juin 2013          |
| 11  | A Certain Camp's Haunted House                      | とあるキャンプの悪霊の家           | Toaru Kyanpu no Uchirō no Ie                 | 23 juin 2013          |
| 12  | Goodbye, Nyaruko-san W                              | さようならニャル子さんW            | Sayōnara Nyaruko-san W                       | 30 juin 2013          |
| OVA | Goodbye to W / The Chaos of Love in this Hot Spring | Wにさよなら / この温泉に恋の渾沌を | W ni Sayōnara/ Kono Onsen ni Koi no Konton o | 1er avril 2014        |

### Nyarko-san: Another Crawling Chaos F(2015)
| No  | Titre anglais                       | Titre japonais                     | Titre japonais                   | Date de 1re diffusion |
| No  | Titre anglais                       | Kanji                              | Rōmaji                           | Date de 1re diffusion |
| --- | ----------------------------------- | ---------------------------------- | -------------------------------- | --------------------- |
| OVA | Haiyoru, Switch-on! Chaos Incoming! | 這いよるスイッチオン、渾沌 キタ─！ | Haiyoru Suitchi On, Konton Kitā! | 19 juin 2015          |